# World RX de Turquía 2014
El World RX de Turquía 2014, oficialmente Rallycross of Turkey fue la undécima prueba de la Temporada 2014 del Campeonato Mundial de Rallycross. Se celebró del 11 al 12 de octubre de 2014 en el Circuito de Estambul ubicado en la ciudad de Estambul, Provincia de Estambul, Turquía.
La prueba fue ganada por Andreas Bakkerud quien consiguió su segunda victoria de la temporada a bordo de su Ford Fiesta ST, Timmy Hansen término en segundo lugar en su Peugeot 208  y Toomas Heikkinen finalizó tercero con su Volkswagen Polo.
En RX Lites, el sueco Sebastian Eriksson consiguió su segunda victoria en la temporada, fue acompañado en el podio por su compatriota Kevin Hansen y el letón Jānis Baumanis.

## Supercar

### Series
| Pos.            | No. | Piloto               | Equipo                  | Auto            | H1  | H2  | H3  | H4  | Pts |
| --------------- | --- | -------------------- | ----------------------- | --------------- | --- | --- | --- | --- | --- |
| 1               | 3   | Timmy Hansen         | Team Peugeot-Hansen     | Peugeot 208 T16 | 3º  | 1º  | 1º  | 1º  | 16  |
| 2               | 57  | Toomas Heikkinen     | Marklund Motorsport     | Volkswagen Polo | 1º  | 10º | 2º  | 4º  | 15  |
| 3               | 13  | Andreas Bakkerud     | Olsbergs MSE            | Ford Fiesta ST  | 5º  | 3º  | 3º  | 2º  | 14  |
| 4               | 92  | Anton Marklund       | Marklund Motorsport     | Volkswagen Polo | 8º  | 5º  | 10º | 3º  | 13  |
| 5               | 15  | Reinis Nitišs        | Olsbergs MSE            | Ford Fiesta ST  | 7º  | 6º  | 5º  | 7º  | 12  |
| 6               | 79  | Edward Sandström     | EKS RX                  | Audi S1         | 6º  | 8º  | 6º  | 6º  | 11  |
| 7               | 11  | Petter Solberg       | PSRX                    | Citroën DS3     | 4º  | 4º  | 7º  | 11º | 10  |
| 8               | 88  | Henning Solberg      | LD Motorsports World RX | Citroën DS3     | 9º  | 9º  | 8º  | 5º  | 9   |
| 9               | 111 | Richard Göransson    | Olsbergs MSE            | Ford Fiesta ST  | 2º  | 7º  | 16º | 9º  | 8   |
| 10              | 66  | Derek Tohill         | LD Motorsports World RX | Citroën DS3     | 10º | 11º | 11º | 12º | 7   |
| 11              | 1   | Timur Timerzyanov    | Team Peugeot-Hansen     | Peugeot 208 T16 | 11º | DNF | 9º  | 10º | 6   |
| 12              | 26  | Andy Scott           | Albatec Racing          | Peugeot 208     | 12º | 13º | 12º | 13º | 5   |
| 13              | 100 | Per-Gunnar Andersson | EKS RX                  | Audi S1         | DNS | 2º  | 4º  | 8º  | 4   |
| 14              | 122 | Marc Scott           | Albatec Racing          | Peugeot 208     | 14º | 14º | 15º | 14º | 3   |
| 15              | 133 | Lars Øivind Enerberg | LD Motorsports World RX | Citroën DS3     | DNF | 12º | 14º | 15º | 2   |
| 16              | 54  | Jos Jansen           | Jos Jansen              | Ford Focus      | 13º | DNF | 13º | 16º | 1   |
| 17              | 21  | Bohdan Ludwiczak     | Bohdan Ludwiczak        | Ford Fiesta     | 15º | EXC | DNS | EXC |     |
| 18              | 97  | Sten Oja             | PSRX                    | Citroën DS3     | DNS | DNS | DNS | DNS |     |
| Reporte Oficial |     |                      |                         |                 |     |     |     |     |     |

### Semifinales
Semifinal 1
| Pos.            | No. | Piloto            | Equipo              | Tiempo     | Pts |
| --------------- | --- | ----------------- | ------------------- | ---------- | --- |
| 1               | 3   | Timmy Hansen      | Team Peugeot-Hansen | +05:55.360 | 6   |
| 2               | 13  | Andreas Bakkerud  | Olsbergs MSE        | +2.035     | 5   |
| 3               | 11  | Petter Solberg    | PSRX                | +7.085     | 4   |
| 4               | 15  | Reinis Nitišs     | Olsbergs MSE        | +7.767     | 3   |
| 5               | 1   | Timur Timerzyanov | Team Peugeot-Hansen | +10.921    | 2   |
| 6               | 111 | Richard Göransson | Olsbergs MSE        | +1 Vuelta  | 1   |
| Reporte Oficial |     |                   |                     |            |     |

Semifinal 2
| Pos.            | No. | Piloto           | Equipo                  | Tiempo     | Pts |
| --------------- | --- | ---------------- | ----------------------- | ---------- | --- |
| 1               | 57  | Toomas Heikkinen | Marklund Motorsport     | +05:59.250 | 6   |
| 2               | 92  | Anton Marklund   | Marklund Motorsport     | +0.096     | 5   |
| 3               | 88  | Henning Solberg  | LD Motorsports World RX | +3.813     | 4   |
| 4               | 26  | Andy Scott       | Albatec Racing          | +8.278     | 3   |
| 5               | 66  | Derek Tohill     | LD Motorsports World RX | +11.236    | 2   |
| EXC             | 79  | Edward Sandström | EKS RX                  | Excluido   | 0   |
| Reporte Oficial |     |                  |                         |            |     |

### Final
| Pos.            | No. | Piloto           | Equipo                  | Tiempo     | Pts |
| --------------- | --- | ---------------- | ----------------------- | ---------- | --- |
| 1               | 13  | Andreas Bakkerud | Olsbergs MSE            | 05:55.902  | 8   |
| 2               | 3   | Timmy Hansen     | Team Peugeot-Hansen     | +1.106     | 5   |
| 3               | 57  | Toomas Heikkinen | Marklund Motorsport     | +5.565     | 4   |
| 4               | 92  | Anton Marklund   | Marklund Motorsport     | +8.945     | 3   |
| 5               | 88  | Henning Solberg  | LD Motorsports World RX | +44.498    | 2   |
| 6               | 11  | Petter Solberg   | PSRX                    | +6 Vueltas | 1   |
| Reporte Oficial |     |                  |                         |            |     |

## RX Lites

### Series
| Pos.            | No. | Piloto                    | Equipo        | H1  | H2  | H3  | H4  | Pts |
| --------------- | --- | ------------------------- | ------------- | --- | --- | --- | --- | --- |
| 1               | 11  | Sebastien Eriksson        | Olsbergs MSE  | 1º  | 1º  | 3º  | 2º  | 16  |
| 2               | 13  | Daniel Holten             | Daniel Holten | 2º  | 3º  | 4º  | 3º  | 15  |
| 3               | 92  | Jānis Baumanis            | SET Promotion | 4º  | 2º  | 2º  | DNF | 14  |
| 4               | 96  | Yigit Timur               | Toksport WRT  | DNF | 5º  | 1º  | 4º  | 13  |
| 5               | 39  | Kevin Eriksson            | Olsbergs MSE  | 3º  | 7º  | 5º  | 8º  | 12  |
| 6               | 40  | Fatih Kara                | Toksport WRT  | 5º  | 6º  | 7º  | 7º  | 11  |
| 7               | 89  | Mikaela Ahlin-Kottulinski | JC Raceteknik | 6º  | 8º  | DNF | 5º  | 10  |
| 8               | 51  | Sandra Hultgren           | Olsbergs MSE  | 7º  | 9º  | 9º  | 6º  | 9   |
| 9               | 9   | Jaochim Hvaal             | JC Raceteknik | DNF | 10º | 8º  | 9º  | 8   |
| 10              | 81  | Kevin Hansen              | Kevin Hansen  | DNS | 4º  | 6º  | 1º  | 7   |
| Reporte Oficial |     |                           |               |     |     |     |     |     |

### Semifinales
Semifinal 1
| Pos.            | No. | Piloto                    | Equipo        | Tiempo    | Pts |
| --------------- | --- | ------------------------- | ------------- | --------- | --- |
| 1               | 11  | Sebastien Eriksson        | Olsbergs MSE  | 06:05.200 | 6   |
| 2               | 39  | Kevin Eriksson            | Olsbergs MSE  | +1.932    | 5   |
| 3               | 92  | Jānis Baumanis            | SET Promotion | +4.420    | 4   |
| 4               | 9   | Jaochim Hvaal             | JC Raceteknik | +7.634    | 3   |
| 5               | 89  | Mikaela Ahlin-Kottulinski | JC Raceteknik | +10.081   | 2   |
| Reporte Oficial |     |                           |               |           |     |

Semifinal 2
| Pos.            | No. | Piloto          | Equipo        | Tiempo    | Pts |
| --------------- | --- | --------------- | ------------- | --------- | --- |
| 1               | 96  | Yigit Timur     | Toksport WRT  | 06:09.352 | 6   |
| 2               | 81  | Kevin Hansen    | Kevin Hansen  | +0.492    | 5   |
| 3               | 13  | Daniel Holten   | Daniel Holten | +1.059    | 4   |
| 4               | 40  | Fatih Kara      | Toksport WRT  | +5.766    | 3   |
| 5               | 51  | Sandra Hultgren | Olsbergs MSE  | +8.663    | 2   |
| Reporte Oficial |     |                 |               |           |     |

### Final
| Pos.            | No. | Piloto             | Equipo        | Tiempo    | Pts |
| --------------- | --- | ------------------ | ------------- | --------- | --- |
| 1               | 11  | Sebastien Eriksson | Olsbergs MSE  | 06:05.849 | 8   |
| 2               | 81  | Kevin Hansen       | Kevin Hansen  | +0.238    | 5   |
| 3               | 92  | Jānis Baumanis     | SET Promotion | +5.080    | 4   |
| 4               | 39  | Kevin Eriksson     | Olsbergs MSE  | +5.774    | 3   |
| 5               | 13  | Daniel Holten      | Daniel Holten | +6.491    | 2   |
| EXC             | 96  | Yigit Timur        | Toksport WRT  | Excluido  | 0   |
| Reporte Oficial |     |                    |               |           |     |